# Bruff
Bruff (en irlandais Brú na nDeise) est une ville située dans l’est du comté de Limerick, dans le centre-ouest de l’Irlande. La ville est située sur l’ancienne route reliant Limerick à Cork (route R512). Elle est traversée par la rivière Morning Star, un affluent de la Maigue : deux ponts situés dans la ville même la traversent. La région entourant la ville est très appréciée par les touristes, en particulier par la présence du lac de Lough Gur.

## Histoire
Les plus anciens vestiges archéologiques remontent à l’âge de l’Âge de la pierre. On trouve également sur le territoire de la commune des vestiges datant des débuts du christianisme en Irlande. La ville a considérablement souffert des combats de la bataille de Killmallock (juillet-août 1922), pendant la Guerre civile irlandaise. Près de l’église catholique, une statue de Sean Wall, volontaire local, rappelle la participation de la ville à la Guerre d'indépendance irlandaise.

## Sport
De nombreuses associations sportives sont actives à Bruff : une branche de l’Association athlétique gaélique , un club de Pitch and Putt, un club de hockey sur gazon, un club de football et un club de rugby à XV : le Bruff R.F.C. est le club d’origine de l’international irlandais de rugby John Hayes.

## Économie
Bruff et sa région ont été quelque peu oubliés par la croissance rapide qu’a connue le pays au cours des vingt dernières années. La ville souffre de sa proximité de Limerick, dont elle constitue une cité-satellite. Toutefois, le plan de développement local élaboré en 2006 par les responsables municipaux avec les services de la ville de Limerick prévoit un développement rapide de la cité La ville étant située non loin de la zone dite de Ballyhoura Fáilte, elle pourrait profiter du développement de l’activité touristique.
Il existe à Bruff une société culturelle et artistique active, qui organise chaque année un festival d’été et une célébration du Bloomsday (commémoration en l’honneur de l’écrivain James Joyce, le 16 juin).

## Personnalités nées à Bruff
- John Joseph Hogan (évêque et missionnaire catholique américain, 1829-1913).

- James David Bourchier (journaliste, correspondant du Times dans les Balkans, héros national bulgare, 1850-1920).